# Zent Fürth
Die Zent Fürth war ein Verwaltungs- und Gerichtsbezirk von Kurmainz und zeitweise der Kurpfalz und entwickelte sich aus der sogenannten „Oberen Abtei“ des Reichsklosters Lorsch. Der Sitz von Gericht und Verwaltung war das heutige Fürth im Odenwald. Fürth fungierte später auch als Amtsvogtei für den Bereich der Zent und ging 1803 an Hessen, wo sie 1821 aufgelöst wurde und im Landratsbezirk Lindenfels aufging. Die Gerichtsbarkeit, die jetzt zum ersten Mal unabhängig von der Verwaltung war, ging zum gleichen Zeitpunkt auf das Landgericht Fürth über.

## Geschichte

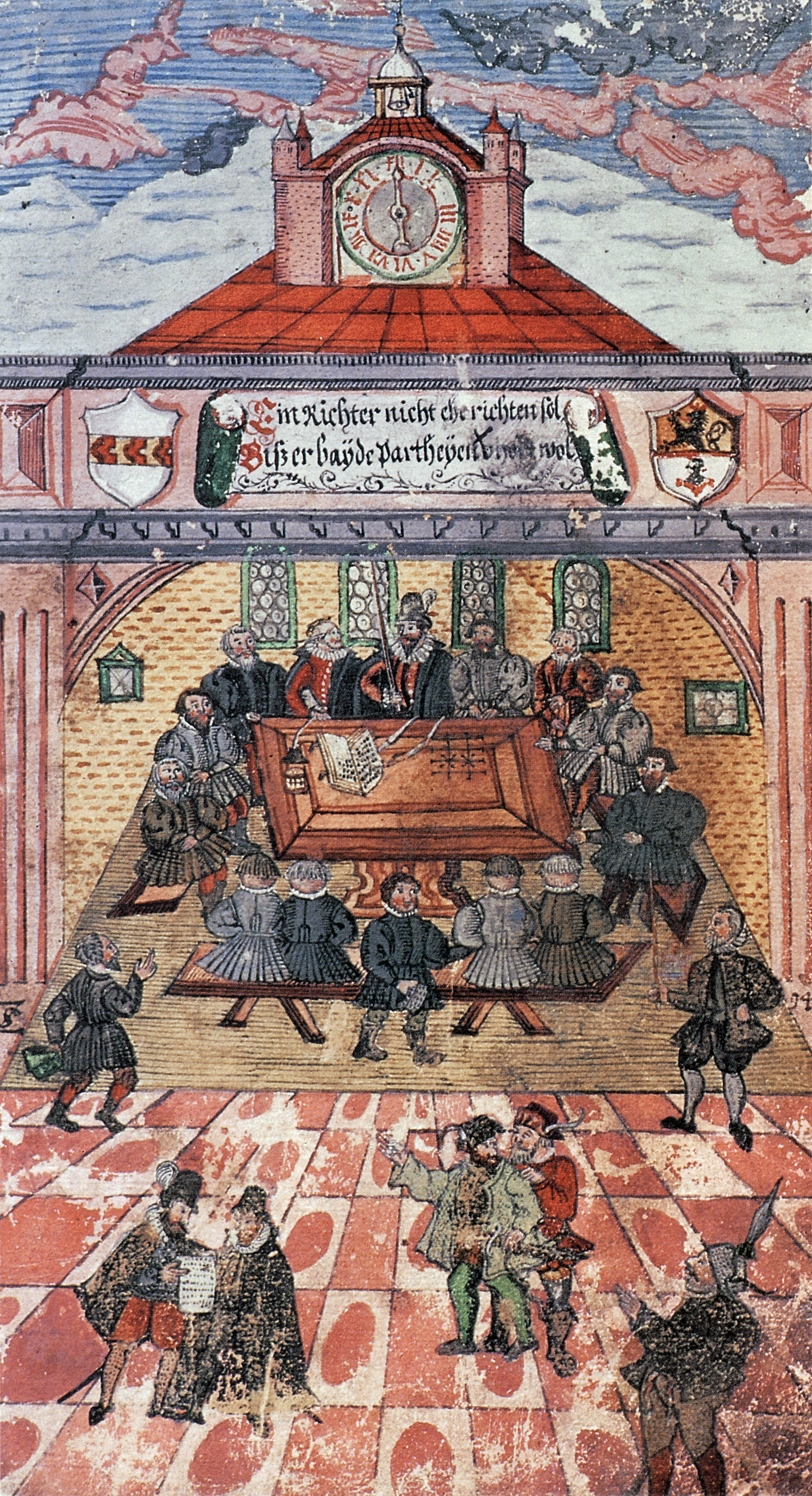
Die Zeichnung aus dem Gerichtsbuch des Vogtes Sebastian Zollner (1589/96) zeigt das Zentgericht in Memmelsdorf (östlich Bambergs) bei einer Verhandlung

Die Funktion der Zenten als Verwaltungseinheit war vielfältig und verändere sich im Laufe der Zeit. Immer war die Zent mit einer Gerichtsbarkeit verbunden, die durch das Zentgericht ausgeübt wurde. Üblicherweise fungierte bei den Verhandlungen der Zentgraf als Vorsitzender, das Urteil wurde aber von Schöffen gesprochen. Aber auch andere Verwaltungsaufgaben wie die Rekrutierung von militärischen Einheiten, die Festlegung und Überwachung von Maßeinheiten, die Unterhaltung von Richtplätzen, die Verwaltung der Dominalien (Kellerei), die Verpflegung von Amtspersonen und anderes mehr wurde der Zent auferlegt und durch den Zentgrafen organisiert und überwacht.
Die erste urkundliche Erwähnung von Fürth geht auf die Beschreibung der „Mark Heppenheim“, die einen Verwaltungsbezirk des Frankenreichs bezeichnete, zurück. Nachdem 773 Karl der Große diese dem Reichskloster Lorsch geschenkt hatte, kam es zu Streitigkeiten mit der Diözese Worms, in deren Verlauf legte ein Schiedsspruch aus dem Jahr 795 die genauen Grenzen fest und nannte auch Fürth als Dorf in diesem Gebiet. Als am 12. Mai 1012 in Bamberg König Heinrich II. auf Bitten des Lorscher Abts Bobbo den Forst- und Wildbann innerhalb der Mark Michelstadt und der „Mark Heppenheim“ dem Kloster Lorsch auf ewig verlieh, erfolgte dies vor allem mit dem Ziel, die Urbanisierung des vorderen Odenwaldes, der damals noch weitgehend aus Urwald bestand, voranzutreiben.
Fürth wurde danach als Verwaltungszentrum der sogenannten „Oberen Abtei“ des Klosters Lorsch mehrfach genannt. Die „Obere Abtei“ umfasste die Orte um das obere Weschnitztal. Der Blütezeit des Klosters Lorsch folgte dessen Niedergang im 11. und 12. Jahrhundert und im Jahr 1232 wurde es dem Erzbistum Mainz unterstellt.
Schließlich stieg Fürth im Jahr 1356 mit der Erlaubnis Kaiser Karls IV., den Ort zu befestigen, Stock und Galgen aufzurichten und an jedem Dienstag einen Markt abzuhalten, zum Sitz des Zentgerichts mit Niederer- und Hoher-Gerichtsbarkeit auf. Das Recht der Hohen Gerichtsbarkeit wurde nur wenigen Zentgerichten zugebilligt.
Mit der Verpfändung der kurmainzischen Gebiete an der Bergstraße und im Odenwald an Kurpfalz im Jahr 1461 wurde die Zent Teil des pfälzischen Herrschaftsgebietes in dem 1556 die Reformation eingeführt und das Kloster Lorsch 1564 aufgelöst wurde. Die Pfälzer Herrschaft dauerte aber nur bis zum Dreißigjährigen Krieg (1618–1648), in dessen Verlauf spanische Truppen die Region eroberten und die Kurmainzer Herrschaft wieder herstellten. Dadurch wurde der durch die Pfalzgrafen eingeführte evangelische Glauben weitgehend wieder rückgängig gemacht und die Bevölkerung musste zum katholischen Glauben zurückkehren. Mit dem Westfälischen Frieden wurde die Rückgabe der verpfändeten Gebiete an Kurmainz endgültig festgeschrieben.
Im Jahr 1782 führte Kurmainz eine Verwaltungsreform durch, mit der in Fürth eine Amtsvogtei eingerichtet wurde, die dem Oberamt Starkenburg als Unteramt unterstellt war. Bis zu diesem Zeitpunkt war das Zentgericht in Heppenheim der Oberhof der Zent. Für das Jahr 1626 ist dokumentiert, dass das Gerichtssiegel aus einem Schild mit dem Buchstaben F bestand.
Die Kurmainzer Zeit endete 1803, als mit den Napoleonischen Kriegen das Heilige Römische Reich (Deutscher Nation) unterging und mit der Auflösung von Kurmainz das Oberamt Starkenburg an Hessen fiel. Das „Amt Fürth“ wurde in der Landgrafschaft Hessen-Darmstadt und ab 1806 im neu gegründeten Großherzogtum Hessen weitergeführt.
In der Landgrafschaft Hessen-Darmstadt wurde mit Ausführungsverordnung vom 9. Dezember 1803 das Gerichtswesen neu organisiert. Für das Fürstentum Starkenburg wurde das „Hofgericht Darmstadt“ als Gericht der zweiten Instanz eingerichtet. Die Rechtsprechung der ersten Instanz wurde durch die Ämter bzw. Standesherren vorgenommen. Das Hofgericht war für normale bürgerliche Streitsachen Gericht der zweiten Instanz, für standesherrliche Familienrechtssachen und Kriminalfälle die erste Instanz. Übergeordnet war das Oberappellationsgericht Darmstadt. Damit hatten die Zent und die mit ihnen verbundenen Zentgerichte endgültig ihre Funktion eingebüßt.
Mit der Gründung des Großherzogtum Hessen 1806 wurde diese Funktion bis 1821 beibehalten. Nachdem das Großherzogtum 1820 eine neue Verfassung erhalten hatte, wurde durch die Verwaltungsreform in den Jahren von 1821/22 zum ersten Mal eine Trennung von Rechtsprechung und Verwaltung vorgenommen. Dabei gingen die Aufgaben des Amtes Fürth im Landratsbezirk Lindenfels für die Verwaltungsaufgaben und im Landgericht Fürth auf, welches die Gerichtsbarkeit in erster Instanz im Bezirk Lindenfels wahrnahm.

## Umfang der Zent
Aus den Jahren 1613 und 1668 ist eine Beschreibung mit den Orten der Zent bekannt. Demnach gehörten zur Zent die Orte:
- Fürth
- Krumbach
- Brombach
- Weschnitz
- Kröckelbach
- Alt-Lechtern
- Steinbach
- Lörzenbach
- Fahrenbach
- Kolmbach
- Hiltersklingen

## Zentgrafen
Aus der Zeit nach 1700 sind die Namen der Zentgrafen überliefert, die in dieser Zeit nicht mehr durch den Adel besetzt waren.
- 1700 – Johann Keim
- 1718 – Johann Georg Römer
- 1729 – Johann Georg Will
- 1752 – Matthias Franz Xaver Seitz
- 1759 – Johann Michael Gram
- 1775 – Georg Erst Straub
- 1788 – Peter Schütz (subpraetor, Anwalt)
- 1790 – Leonhard Schütz (Centschultheiß)